# Великоєрчиківська сільська рада
| Великоєрчиківська сільська рада — колишній орган місцевого самоврядування у Сквирському районі Київської області з адміністративним центром у с. Великі Єрчики. Сільській раді були підпорядковані населені пункти: - с. Великі Єрчики |

## Склад ради
Рада складалася з 16 депутатів та голови.

### Керівний склад ради
| ПІБ                          | Основні відомості                                                               | Дата обрання | Дата звільнення |
| ---------------------------- | ------------------------------------------------------------------------------- | ------------ | --------------- |
| Конопляста Галина Валеріївна | Сільський голова, 2006 року народження, освіта                                  | 26.03.2006   | 31.10.2010      |
| Конопляста Галина Валеріївна | Сільський голова, 1961 року народження, освіта середня спеціальна, позапартійна | 31.10.2010   |                 |

Примітка: таблиця складена за даними джерела